# 1629, ou l'effrayante histoire des naufragés du Jakarta
1629, ou l'effrayante histoire des naufragés du Jakarta est une série historique française créée par le scénariste Xavier Dorison et éditée en albums depuis novembre 2022 par les éditions Glénat.
Inspirée de faits réels, cette bande dessinée historique est un thriller maritime qui retrace les événements survenus en 1629 sur le Batavia,,.
Ce drame historique est bien connu grâce au témoignage de survivants, notamment de Pelsaert, le subrécargue, aux rapports d’enquêtes de la Compagnie néerlandaise des Indes orientales et aux études réalisées sur l’épave. Il a déjà fait l’objet de romans (L’archipel des hérétiques de Mike Dash et Les Naufragés du Batavia de Simon Leys) et d’une bande dessinée Jeronimus en 3 albums de Christophe Dabitch (scénario) et Jean-Denis Pendanx (dessin), Futuropolis, parus en 2008, 2009 et 2010.

## Synopsis
En 1629, plus de 300 personnes embarquent à bord du Jakarta, navire affrété par la riche Compagnie néerlandaise des Indes orientales, pour se rendre sur l'île de Java.
Attisée par l'or et les diamants de la cargaison, une partie de l'équipage est tentée par une mutinerie. À bord, un apothicaire ruiné du nom de Jéronimus Cornélius côtoie Lucrétia Hans, une femme de la haute société sommée par son mari de le rejoindre en Indonésie.

## Personnages principaux
- Jéronimus Cornélius, apothicaire (inspiré de Jeronimus Cornelisz),
- François Pelsaert, subrécargue,
- Lucrétia Hans, la femme dont le mari a ordonné qu'elle le rejoigne en Indonésie,
- Hayes, marin, protecteur de Lucrétia.

## Albums
- 1. 1629, ou l'effrayante histoire des naufragés du Jakarta - L'apothicaire du diable, Glénat, France, 16 novembre 2022
Scénario : Xavier Dorison - Dessin : Thimothée Montaigne - Couleurs : Clara Tessier - (ISBN 978-2-344-04510-7)
- 2. 1629, ou l'effrayante histoire des naufragés du Jakarta - L'Île Rouge, Glénat, France, 13 novembre 2024
Scénario : Xavier Dorison - Dessin : Thimothée Montaigne - Couleurs : Clara Tessier - (ISBN 978-2-3440-5813-8)

## Analyse
D'après Cases d'Histoire
, spécialisé dans la bande dessinée historique, l'album aborde, avec une recherche rigoureuse et une beauté graphique, le naufrage et le terrible destin de l’équipage du Batavia (renommé Jakarta), et entraîne le lecteur de façon virtuose vers le cauchemar des naufragés du Jakarta.
En interview sur Radio-France, Xavier Dorison déclare que le récit parait assez dur mais qu'en réalité, ce qui s'est passé sur le Batavia était encore plus atroce et violent. Avec le dessinateur, ils ont donc fait le choix d'adoucir l'histoire pour la rendre plus communicable.
Une chronique BD sur France Info met l'accent sur la VOC, la puissante compagnie maritime néerlandaise, et la violence de ses méthodes basée sur le vieux principe du renard libre dans le poulailler libre : un niveau de violence capitalistique absolument dingue qui va se traduire par une violence physique absolue à bord de ses navires.

## Accueil critique
Le tome 1 reçoit à sa sortie de bonnes critiques. Le site Le Petit Journal évoque des dessins et cadrages à couper le souffle. Le journal L'Est républicain parle de grandiose album.
Lors de la sortie du tome 2, le blog Ligne Claire de Jean-Laurent Truc souligne « un diptyque remarquable. » Le terme chef d’œuvre ressort plusieurs fois sur les sites A voir, A lire et BDzoom.

## Prix et distinctions
- 2023 : prix Marine Bravo Zulu de l'ACORAM[12] pour le tome 1 : L'apothicaire du diable